# Greve Station
Greve Station er en s-togs-station på Køge Bugt-banen. Det er den midterste af tre stationer ved den meget beboede kyst af Greve Kommune, og bruges hovedsageligt af beboere i Greve og Mosede, som også benytter Karlslunde Station.
I 2016-2017 foregik der et byggeprojekt omkring Greve Station for at opnå et mere åbent område, flere cykelstativer og mere hyggeligt og pålideligt område. I Greve Kommune er stationen et centralt punkt i byen, og man ville have det til at være et godt og hyggeligt område at komme ind i, når folk stod af toget. Den hidtidige overdækning af busterminalen blev fjernet, så der blev mere lyst og åbent. Samtidig blev terminalen omdannet til en ø med stoppesteder, bænke og et nyt legepladsområde med gynger, vipper og grønne områder med blandt andet skotsk fyr, græs og stauder. Rundt omkring øen blev der etableret flere grønne områder og cykelstativer. Da projektet gik i gang forventedes det at koste 15 mio. kr., hvoraf Greve Kommune betalte halvdelen.

## Galleri
- Wikimedia Commons har flere filer relateret til Greve Station

- Indgang fra syd.
- Den renoverede busterminal
- Busstoppested for linje 225.
- Trappe og elevator.
- Perronen.
- Adgang fra nord.

## Antal rejsende
Ifølge Østtællingen var udviklingen i antallet af dagligt afrejsende med S-tog:
| År   | Antal | År   | Antal | År   | Antal | År   | Antal |
| ---- | ----- | ---- | ----- | ---- | ----- | ---- | ----- |
| 1957 | -     | 1974 | -     | 1991 | 3.565 | 2001 | 3.504 |
| 1960 | -     | 1975 | -     | 1992 | 3.611 | 2002 | 3.389 |
| 1962 | -     | 1977 | -     | 1993 | 3.856 | 2003 | 3.504 |
| 1964 | -     | 1979 | 1.998 | 1995 | 3.830 | 2004 | 3.709 |
| 1966 | -     | 1981 | 3.001 | 1996 | 3.729 | 2005 | 3.447 |
| 1968 | -     | 1984 | 3.896 | 1997 | 3.437 | 2006 | 3.251 |
| 1970 | -     | 1987 | 3.474 | 1998 | 3.419 | 2007 | 3.108 |
| 1972 | -     | 1990 | 3.705 | 2000 | 3.720 | 2008 | 3.201 |